# Svend Aage Remtoft
Svend Aage Remtoft (født Jensen 25. september 1899 i Sundby – 27. december 1987 i Nærum) var en dansk kontorist og fodboldspiller i Kjøbenhavns Boldklub som spillede 4 A-landskampe 1923-1924.
Svend Aage Remtoft havde formandsposten i Sjællands Boldspil-Union 1964-1968.
Svend Aage Remtoft's mor var født i Sverige.